# العلاقات الباربادوسية السلوفاكية
العلاقات الباربادوسية السلوفاكية هي العلاقات الثنائية التي تجمع بين باربادوس وسلوفاكيا.

## مقارنة بين البلدين
هذه مقارنة عامة ومرجعية للدولتين:
| وجه المقارنة                                              | باربادوس       | سلوفاكيا                                                       |
| --------------------------------------------------------- | -------------- | -------------------------------------------------------------- |
| المساحة (كم2)                                             | 439            | 49.03 ألف                                                      |
| عدد السكان (نسمة)                                         | 285.72 ألف     | 5.44 مليون                                                     |
| الكثافة السكانية (ن./كم²)                                 | 65.08 ألف      | 110.95                                                         |
| العاصمة                                                   | بريدج تاون     | براتيسلافا                                                     |
| اللغة الرسمية                                             | لغة إنجليزية   | اللغة السلوفاكية                                               |
| العملة                                                    | دولار بربادوسي | كرونة سلوفاكية، يورو                                           |
| الناتج المحلي الإجمالي (بليون دولار)                      | 4.80 مليار     | 95.77 مليار                                                    |
| الناتج المحلي الإجمالي (تعادل القوة الشرائية) بليون دولار | 4.66 مليار     | 162.34 مليار                                                   |
| الناتج المحلي الإجمالي الاسمي للفرد دولار أمريكي          | 15.43 ألف      | 16.09 ألف                                                      |
| الناتج المحلي الإجمالي للفرد دولار أمريكي                 | 16.06 ألف      | 30.46 ألف                                                      |
| مؤشر التنمية البشرية                                      | 0.795          | 0.844                                                          |
| رمز المكالمات الدولي                                      | +1246          | +421                                                           |
| رمز الإنترنت                                              | .bb            | .sk                                                            |
| المنطقة الزمنية                                           | 00             | توقيت وسط أوروبا، ت ع م+01:00، ت ع م+02:00، أوروبا/براتيسلافا ‏ |

## منظمات دولية مشتركة
يشترك البلدان في عضوية مجموعة من المنظمات الدولية، منها:
| علم المنظمة | اسم المنظمة                               | تاريخ انضمام باربادوس | تاريخ انضمام سلوفاكيا |
| ----------- | ----------------------------------------- | --------------------- | --------------------- |
|             | مؤسسة التنمية الدولية                     | 29 سبتمبر 1999        | 1993                  |
|             | يونسكو                                    | 24 أكتوبر 1968        | 9 فبراير 1993         |
|             | وكالة ضمان الاستثمار متعدد الأطراف        | 12 أبريل 1988         | 1993                  |
|             | الأمم المتحدة                             | 9 ديسمبر 1966         | 19 يناير 1993         |
|             | الاتحاد البريدي العالمي                   | ?                     | ?                     |
|             | البنك الدولي للإنشاء والتعمير             | 12 سبتمبر 1974        | 1993                  |
|             | الاتحاد الدولي للاتصالات                  | 16 أغسطس 1967         | 23 فبراير 1993        |
|             | منظمة حظر الأسلحة الكيميائية              | ?                     | ?                     |
|             | مؤسسة التمويل الدولية                     | 25 يونيو 1980         | 1993                  |
|             | المركز الدولي لتسوية المنازعات الاستشارية | 1 ديسمبر 1983         | 26 يونيو 1994         |
|             | منظمة التجارة العالمية                    | ?                     | ?                     |
|             | منظمة الشرطة الجنائية الدولية             | ?                     | ?                     |

## وصلات خارجية
- موقع وزارة الخارجية الباربادوسية
- موقع وزارة الخارجية السلوفاكية